# Time Records
Time Records è una casa discografica indipendente italiana, fondata nel 1984 da Giacomo Maiolini. La sede operativa dell'azienda è sempre stata a Brescia, tranne che nel 2010, quando si è trasferita a Milano.  Specializzata dapprima solo in musica dance, da diversi anni ha allargato il suo raggio d'azione alla musica pop rock.

## Le etichette di Time Records
Le etichette sulle quali con cui escono le produzioni discografiche Time sono tre: la prima si chiama Time ed è riservata alle produzioni ed agli artisti pop o pop dance. Su Rise escono invece i dischi più vicini alla sonorità cosiddette house. La label nasce nel 1998. La terza label è Oxyd. Fondata nel 1999, è focalizzata su diversi generi musicali (dalla house alla pop dance).